# Лапушкин, Анатолий Семёнович
Анатолий Семёнович Лапушкин (1925—1998) — старший лейтенант Советской Армии, участник Великой Отечественной войны, Герой Советского Союза (1945).

## Биография
Анатолий Лапушкин родился 3 мая 1925 года в деревне Ходаковка (ныне — территория Аркадакского района Саратовской области). После окончания семи классов школы работал в колхозе. В ноябре 1942 года Лапушкин был призван на службу в Рабоче-крестьянскую Красную Армию. С сентября 1943 года — на фронтах Великой Отечественной войны. Принимал участие в боях на Воронежском и 1-м Украинском фронтах, был тяжело ранен. К январю 1945 года гвардии старший сержант Анатолий Лапушкин командовал отделением инженерно-сапёрной роты 22-й гвардейской мотострелковой бригады 6-го гвардейского танкового корпуса 3-й гвардейской танковой армии 1-го Украинского фронта. Отличился во время боёв в Германии.
В январе 1945 года группа сапёров во главе с Лапушкиным под массированным вражеским огнём на Одере обнаружил перемычку во взорванной полосе льда, сохранившуюся благодаря не сработавшему заряду. Обезвредив этот заряд, Лапушкин проник на западный берег, обследовал подорванный противником мост и обнаружил несколько огневых точек. Во время штурма Берлина Лапушкин отличился во время форсирования канала Тельтов, первым переправившись через него и удерживая плацдарм до подхода основных сил.
Указом Президиума Верховного Совета СССР от 27 июня 1945 года гвардии старший сержант Анатолий Лапушкин был удостоен высокого звания Героя Советского Союза с вручением ордена Ленина и медали «Золотая Звезда» за номером 7852.
После окончания войны Лапушкин продолжил службу в Советской Армии. Окончил Рязанское военно-автомобильное училище. В 1953 году в звании старшего лейтенанта Лапушкин был уволен в запас. Проживал в городе Нефтекумске Ставропольского края, работал механиком в совхозе. Скончался 18 июня 1998 года.
Был также награждён орденами Отечественной войны 1-й степени, Красной Звезды, «Знак Почёта», рядом медалей.

## Память
- Мемориальная доска в память о Лапушкине установлена Российским военно-историческим обществом на здании Алексеевской средней школы, где он учился.